# Miles Davis
Miles Davis (26. května 1926 – 28. září 1991) byl americký jazzový trumpetista, skladatel a vedoucí několika jazzových uskupení.
Patří k nejvýraznějším osobnostem hudby 20. století. Ve čtyřicátých letech 20. století byl jedním ze zakladatelů cool jazzu, v padesátých letech pak hard bopu a na konci šedesátých let stál u kořenů jazz-rocku (zlomová deska pro tento žánr je Bitches Brew z roku 1970). Díky svému umění hrát téměř každý tón jakoby náhodou a mimochodem bývá někdy označován přezdívkou „geniální kiksař“. Díky tomu, že během své jazzové dráhy vystřídal (a zásadně ovlivnil nebo spoluzaložil) několik jazzových proudů, bývá někdy označován jako „jazzový chameleon“ nebo také „princ temnot“.
V roce 2006 byl uveden do Rock'n'rollové síně slávy.

## Životopis

### Mládí (1926–1944)
Miles Davis se narodil v Altonu ve státě Illinois, jeho otec byl zubař, matka byla učitelka hudby. Krátce po jeho narození se jeho rodina odstěhovala do East St. Louis, kde Miles později studoval. Tam také potkal svou první ženu, se kterou se oženil už v sedmnácti. V té době většina slavných jazzmanů pocházela z chudých vrstev, Milesova rodina patřila k tehdejší střední třídě, a tak Miles většinou neměl nouzi o peníze. Především se mu ale dostalo dobrého vzdělání, na kterém jeho rodičům velmi záleželo.
Již od útlého věku měl značný zájem o hudbu, čehož si rodiče brzy všimli. Otec mu koupil první trumpetu ke třináctým narozeninám, přestože jeho matka – učitelka hudby – spíše prosazovala housle. Miles chodil na první hodiny u místního učitele Elwooda Buchanana, hrál ve školním orchestru, kde už tehdy vynikal; alespoň podle slov jeho pozdějšího učitele Clarka Terryho. V šestnácti letech si přivydělával hraním po barech a v sedmnácti se přidal ke skupině The Blue Devils vedené Eddiem Randlem, se kterým už nějakou dobu hrál. Výrazným mezníkem v jeho životě bylo bezesporu setkání s orchestrem Billyho Eckstina, kterému zrovna při koncertě v St. Louis chyběl trumpetista. Miles si tak mohl poprvé zahrát s legendárními umělci a hráči bebopu, s Dizzym Gillespiem a Charliem Parkerem. Ti pak byli pro Milese dlouhodobou inspirací, přestože on sám vždy spíše tíhnul k pomalejším melodiím.

### Bebop a zrození cool jazzu (1944–1955)

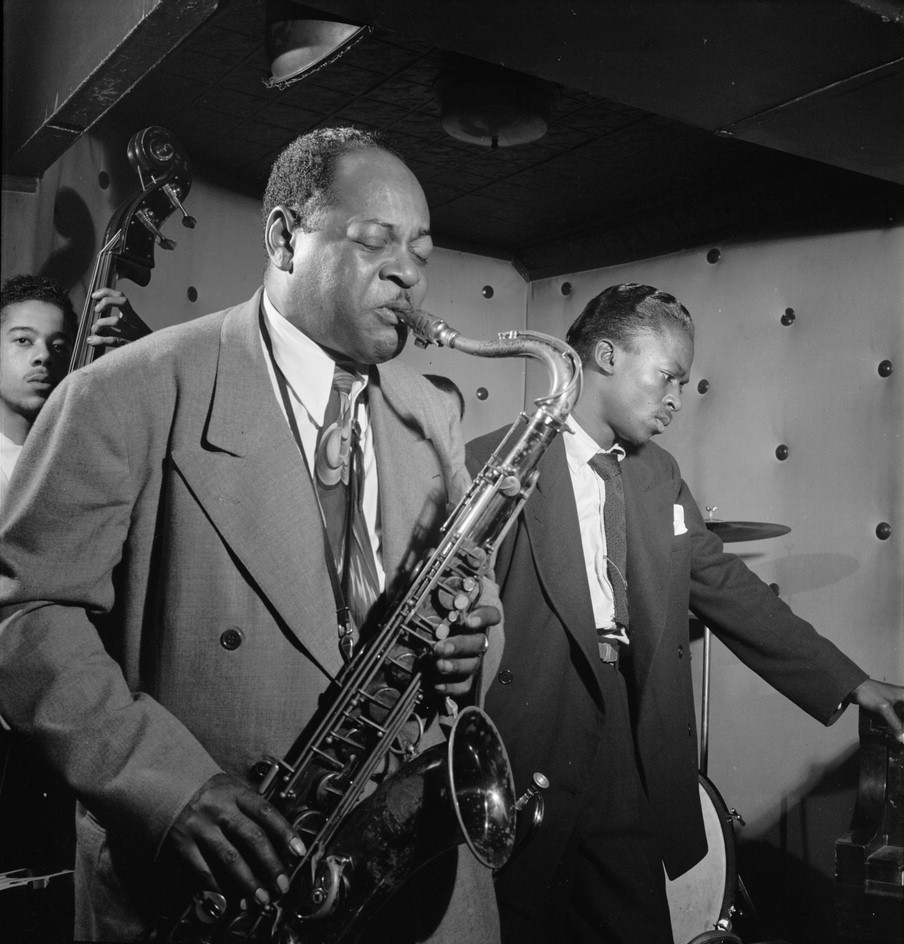
Coleman Hawkins a Miles Davis přibližně v červenci 1947, foto: William P. Gottlieb

Po střední škole se společně se svou rodinou stěhuje do New Yorku, kde od září 1944 studoval na Institute of Musical Art (později přejmenováno na Julliard School of Music). Zároveň se však učil od Charlie Parkera, u kterého nějaký čas bydlel a se kterým po nocích vystupoval. Nakonec tedy díky nedostatku času přerušil studium a rozhodl se plně věnovat své jazzové kariéře.
První písně nahrál se saxofonistou Herbiem Fieldsem, s Parkerem a Gillespiem, Maxem Roachem a s kapelou Bennyho Cartera. Parker a Gillespie se díky nezájmů newyorských klubů přesunuli do Kalifornie, kde se Miles s kapelou Bennyho Cartera nedlouho potom také objevil. Právě tam ho Charlie Parker požádal, zda by nenahradil Dizzyho, protože ten byl neustále frustrovaný z příliš vlažného přijetí jejich koncertů. Miles souhlasil a po nahrávání 8. března 1946 v Hollywoodu mu kritika udělila cenu New Star on Trumpet. V letech 1947–1948 založil s Charliem Parkerem kvintet. Pak společně s pianistou Johnem Lewisem, basistou Nelsonem Boydem a bubeníkem Maxem Roachem nahrál v roce 1947 jako sólista svou první věc. Tou dobou se již o Milesovi ve světě hudby mluvilo jako o skladateli a své první skladby nahrává kvintet pro label Savoy. V létě roku 1948 zakládá nonet, ve kterém se objevily na tehdejší jazzové zvyklosti dost nezvyklé nástroje jako tuba nebo lesní roh. Nonet postupem času vydal pár singlů, za kterými stáli aranžéři a skladatelé John Lewis, Gerry Mulligan či Gil Evans, který se následně podílel na dalších Milesových albech (Miles Ahead, Porgy and Bess, Sketches of Spain). Přestože většina skladeb nonetu byla nahrána během let 1949–1950, album vyšlo až v roce 1957 a už v té době bylo pokládáno za výjimečné, protože obsažené písně symbolizovaly začátek konce bebopu a zrození nového stylu – cool jazzu. Ten sice v sobě stále zachovává prvky bebopu, ale není tak zbrklý a tóny jsou mnohem uhlazenější a jemnější.
Koncem čtyřicátých let vystoupil Miles ve Francii na jazzovém festivalu a dostalo se mu toho nejvřelejšího přijetí. Ve svých pamětech uvedl tuto skutečnost do kontrastu se situací, kdy ho vyhazovač jednoho newyorského klubu, ve kterém ten večer hrál, slovně (s rasistickým podtextem) napadl, když zrovna stál před dveřmi onoho klubu a kouřil. Nakonec to dopadlo tak, že po výměně argumentů došlo ke rvačce a Milese odvezla policie.
Po návratu z Francie nemohl nikde najít práci, kolem roku 1950 začíná (tak jako třeba Charlie Parker) koketovat s heroinem. Po nějakém čase se sice opět nabídky na koncertování linou ze všech stran, ale Milesovo hraní ztrácí nápaditost a pomalu cítí, že již nastal čas si vybrat mezi hudbou a drogami. Vyhrává hudba a tak svou čtyřletou závislost nakonec ukončil v rodném domě v St. Louis. Přestal se stýkat s okolním světem a vycházel ven, až když se své závislosti definitivně zbavil. O rok později, roku 1955 nahrál famózní skladbu „Round Midnight“.

### První kvintet a sextet (1955–1958)

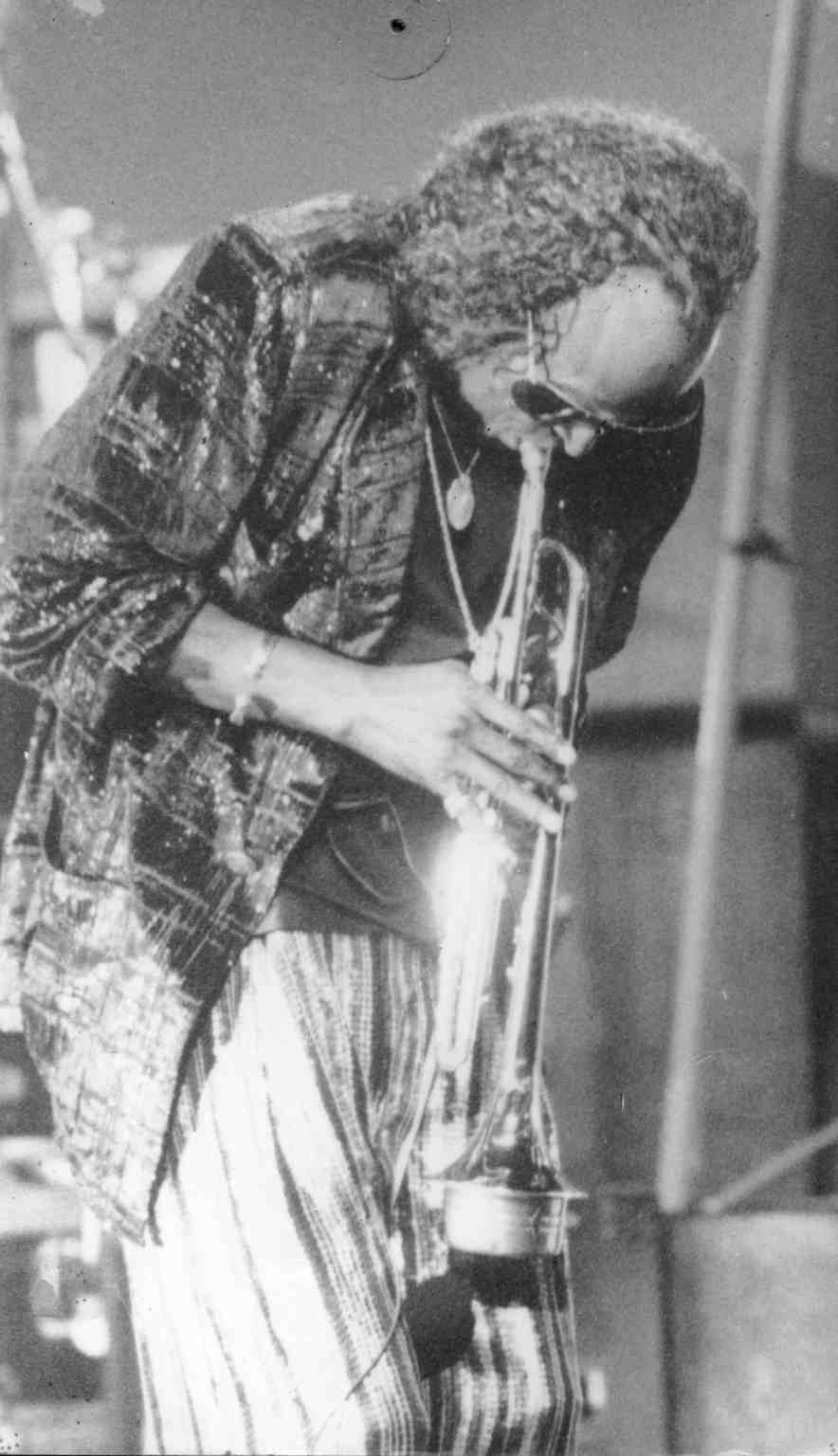
Miles Davis na koncertě v Riu de Janeiru, 1974

V roce 1955 dal dohromady svůj první velký kvintet, do kterého obsadil Johna Coltrana, Reda Garlanda, Paula Chamberse a Philly Joe Jonese. Oficiálně se kvintet rozpadl v roce 1957, aby byl již příštího roku nahrazen sextetem (přibyl Cannonball Adderley). Tento sextet pak v dubnu roku 1958 vydal album Milestones. Během oficiální dvouleté existence kvintetu vyšlo celkem pět alb: The New Miles Davis Quintet, Relaxin', Steamin' a Cookin' u nahrávací společnosti Prestige a 'Round About Midnight u Columbia Records.

### Spolupráce sGilem Evansem (1957–1963)
Krátce po vydání desky Birth of the Cool (1957, Columbia Records) začala opět spolupráce s Gilem Evansem, který psal písně jakoby stvořené přímo pro Milese. Jejich první album Miles Ahead spatřilo světlo světa o rok později opět na labelu Columbia. Big bandy sice tou dobou už dávno nebyly moderní, ale s tímhle si Miles hrající na tomto počinu na křídlovku nikdy hlavu nelámal. Na desce se kromě Milese podílelo dalších 19 muzikantů. Ve stejném roce vyšla Milesovo-Evansovo podání Gershwinovy opery Porgy and Bess, ale ještě před tím se Miles vrátil opět do Francie a nahrál tam soundtrack k filmu Ascenseur pour l'échafaud pojmenovaný Jazz Track, které mu vynesl i několik nominací na cenu Grammy.

### Kind of Blue
Milesův sextet byl krátce před nastudováním Porgy and Bess obměněn. Red Garland a Philly Joe Jones byli nahrazeni Billem Evansem a Jimmym Cobbem. S novou sestavou pak společně s Wyntonem Kellym nahráli v březnu 1959 album Kind of Blue – převratné album, které je hlavně díky nové technice improvizace považováno za jedno z nejdůležitějších v jazzové historii vůbec. O rok později přichází další album Sketches of Spain a s ním přichází i cena Grammy. Začátkem šedesátých let se Miles podruhé oženil a začal spolupracovat s producentem Teo Macerem.

### Druhý kvintet (1964–1968)

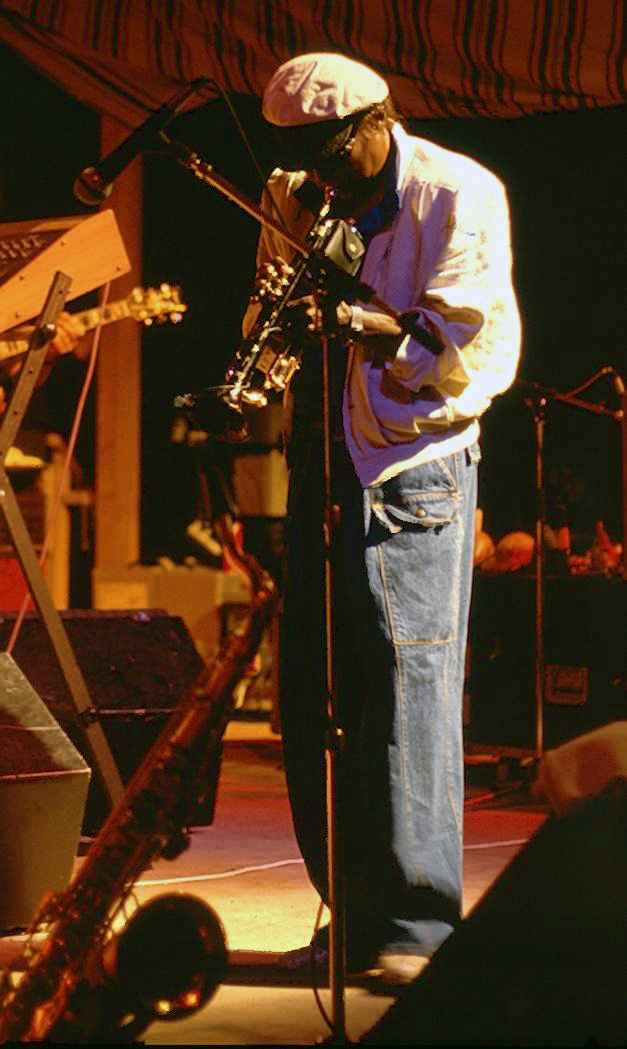
Na koncertě v Německu, 1984

Následující období bylo spojeno s Milesovým druhým velkým kvintetem a novým stylem – free bopem. Coltranea nahradil Wayne Shorter a kromě něj začala i spolupráce (s teprve sedmnáctiletým) bubeníkem Tonym Williamsem, kontrabasistou Ronem Carterem a pianistou Herbiem Hancockem. Vznikají desky The Complete Live at the Plugged Nickel (1965), E.S.P. (1965), Miles Smiles (1966), Sorcerer a Neferiti (obě 1967). Většinu skladeb na albu Nefertiti složil Wayne Shorter, o zbytek se postarali ostatní Davisovi spoluhráči. Na koncertech postupně zmizely mezery mezi jednotlivými skladbami. Celý koncert byl pak vlastně jedním nepřerušovaným blokem hudby, kdy se jednotlivé části daly oddělit pouze změnou melodie. Na následujících albech Miles in the Sky (1968) a Filles de Kilimanjaro (1968) se už objevuje baskytara, elektrické piano a elektrická kytara. Tato nástrojová proměna tak předznamenává, že budoucí Milesova hudební cesta povede k fusion. Za zmínku také stojí, že na druhé polovině alba Filles de Kilimanjaro hraje na basu Dave Holland a na piano Chick Corea. Hancock i Carter jsou ale zváni do studia i v následných nahrávacích frekvencích. Role skladatele a aranžéra se tu opět ujímá sám Davis.

### Elektrické období
Jazz se neustále vyvíjel především díky rozmachu elektrické kytary vzniká další nový styl jménem jazz-rock a nové nahrávání s hvězdami tohoto stylu Chickem Coreou, Davem Hollandem (oba na albu Filles De Kilimanajro), Joem Zawinulem a Johnem McLaughlinem (oba na albu In a Silent Way, které vrátilo Milese opět na přední příčky hitparád a přinesla další nominace na ceny Grammy).
Tuto část Milesova života uzavřelo dvojalbum Bitches Brew (1970), za kterým stojí již zmíněný Teo Macero. Album jazzové fanoušky příliš nenadchlo, zato rockové publikum bylo nadšeno, a tak Milesovi přineslo další cenu Grammy. Navíc se na něm vyskytují i prvky blues a funku, které jakoby ukazovaly, kterým směrem se pan Miles vydá. Krom velkého množství živých alb (Pangea, Agharta, Dark Magus) mu vyšla i dvě studiová (On the Corner, Get Up with It), která však jsou mnohými kritiky zavrhována a dokonce jim přiřkli nálepku antihudba. Začátek sedmdesátých let byl pro Milese vůbec pochmurný. Sice se opět oženil, ale zároveň přišly problémy se zákonem, jeho dva synové se stali závislými na drogách, při dopravní nehodě si zlomil obě nohy a byl postižen četnými nemocemi (zápal plic, burzitida, artritida) způsobenými především alkoholem a drogami (kokain). Miles si dal pauzu od nahrávání alb a po vyhraném boji nad kokainem se opět vrátil s albem The Man with the Horn (1980) a opět se vydal na turné v roce 1981.

### Poslední dekáda (1981–1991)

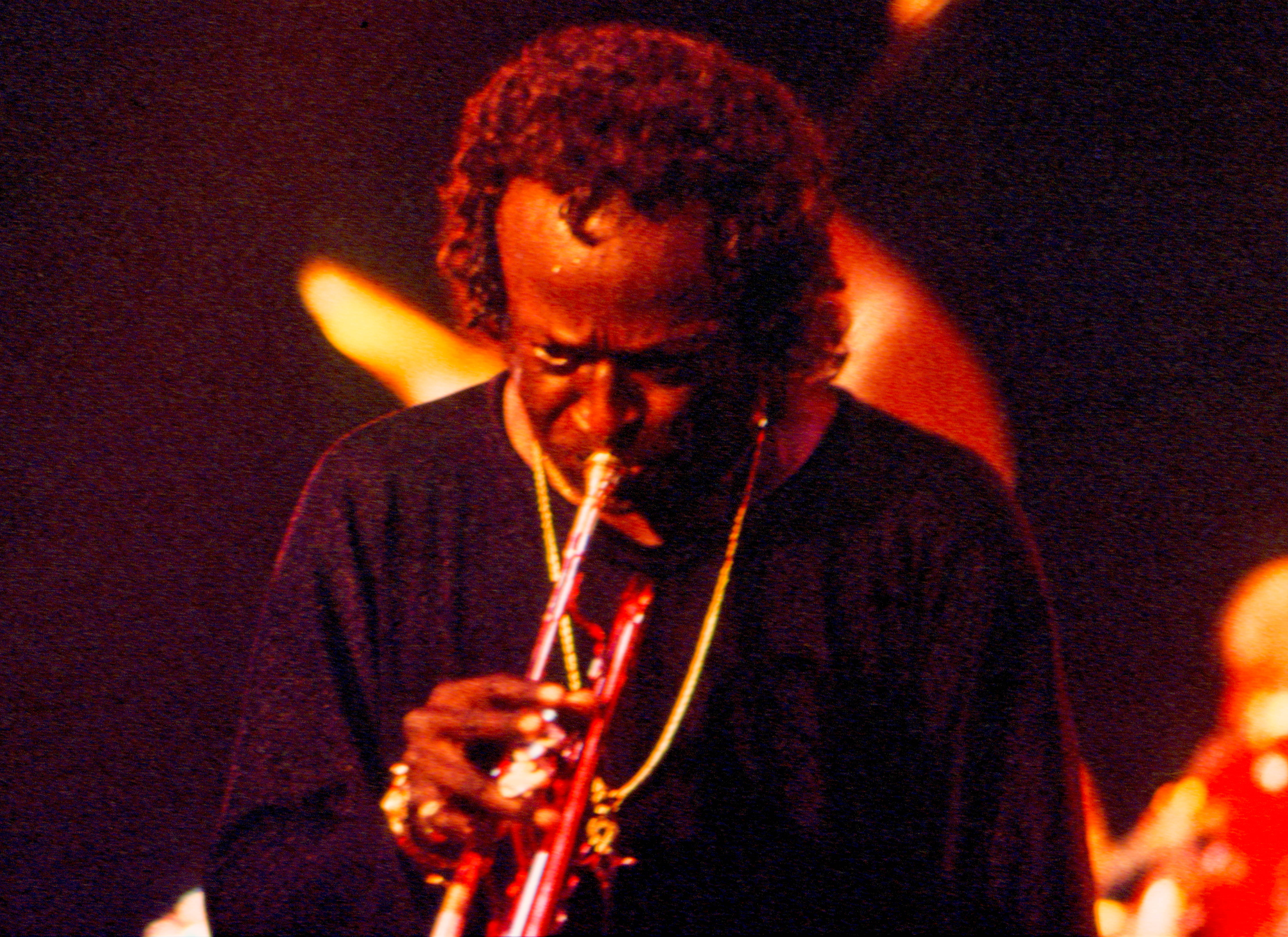
Miles Davis na svém posledním koncertě na North Sea Jazz Festivalu, Nizozemí, 1991

Po dalších albech (We Want Miles (cena Grammy), Star People, Decoy a You're Under Arrest) přešel po třiceti letech ke společnosti Warner Bros. Tam mu postupně vyšla alba Tutu a Aura, za která také získal ceny Grammy. V roce 1991 nečekaně vystoupil s orchestrem Quincy Jonese v Torontu na Montreux Jazz Festivalu a šokoval všechny přítomné tím, že hrál písně, které mu koncem padesátých let složil Gil Evans. Šokující je na tom to, že se nikdy ke svým předešlým písním nevracel. Poslední Milesovou studiovou nahrávkou je hip-hopové album Doo-Bop (1992, cena Grammy) s producentem a rapperem Easy Mo Beem. Posledním úspěchem Milese je jeho sedmá cena Grammy za záznam z koncertu s Quincy Jonesem.
Poslední dvě ceny si již však Miles nepřevzal, začátkem září totiž po mozkové mrtvici upadl do kómatu. 28. září 1991 jsou stroje na podporu života vypnuty a téhož dne umírá.
Posmrtně v září roku 2019 bylo společností Rhino Records vydáno studiové album Rubberband.

## Ocenění
- 1955 – vítěz čtenářské ankety jazzového časopisu Down Beat
- 1957 – vítěz čtenářské ankety jazzového časopisu Down Beat
- 1960 – cena Grammy za Sketches of Spain
- 1970 – cena Grammy za Bitches Brew
- 1982 – cena Grammy za We Want Miles
- 1986 – cena Grammy za Tutu
- 1989 – cena Grammy za Aura

Miles má také hvězdu na Hollywoodském chodníku slávy.